# Hypolycaena frommi
Hypolycaena frommi är en fjärilsart som beskrevs av Embrik Strand 1911. Hypolycaena frommi ingår i släktet Hypolycaena och familjen juvelvingar. Inga underarter finns listade i Catalogue of Life.